# Edong-Brücke
Die Edong-Brücke (chinesisch 鄂东长江大桥) ist eine Schrägseilbrücke, die in der chinesischen Provinz Hubei über den Jangtsekiang führt. Die 2010 fertiggestellte Brücke liegt ungefähr 80 km südöstlich von Wuhan nördlich der Stadt Huangshi und führt drei Autobahnen über den Fluss. Sie zählt mit einer Spannweite von 926 m zu den Schrägseilbrücken mit den größten Spannweiten der Welt. Der gesamte neu errichtete Straßenabschnitt ist 6203 m lang, wovon die Schrägseilbrücke 1488 m misst. Die Pylone in Form eines umgekehrten Ypsilons sind 242,5 Meter hoch. 
Der Brückenträger der Schrägseilbrücke besteht  aus neun Feldern. Das Feld zwischen den Pylonen wird von zwei parallel liegenden Stahlhohlkästen gebildet, die mit einer orthotropen Fahrbahnplatte gedeckt sind. Durch Weglassen der unteren Bodenplatte konnte Gewicht eingespart werden, ohne die dynamischen oder die aerodynamischen Eigenschaft zu stark zu beeinträchtigen. Die Konstruktionshöhe beträgt 3,45 m.
Auch die von den Pylonen gegen das Land führenden Felder verwenden Stahlhohlkästen. Sie sind aber im Gegensatz zum mittleren Feld durch eine Betonplatte gedeckt.
Der Bau der Brücke erfolgte im Freivorbau. Die beinahe 400 Tonnen schweren Segmente des mittleren Feldes wurden auf dem Wasser angeliefert und zur Montage durch Bockkräne mittels Litzenheber auf die Höhe des Brückenträgers angehoben. Dabei kamen auf einer Seite die bereits bei der Sutong-Brücke verwendeten Baukräne zum Einsatz.